# La Faute d'un père
Pour film de 1928, voir Les Fautes d'un père.
Pour plus de détails, voir Fiche technique et Distribution.
La Faute d'un père (Ride a Crooked Mile) est un western américain en noir et blanc réalisé par Alfred E. Green, sorti en 1938.

## Synopsis
Aux États-Unis, un immigrant cosaque et macho, va dans l'Ouest et intègre une bande de voleurs. Plus tard, son fils le suit dans les divers États que son père traverse, et commence lui aussi à voler des vaches. Ne connaissant pas très bien son père, le jeune fils a hâte de prouver qu’il est un homme ; une rivalité amicale se développe jusqu'à ce que le père soit capturé et emprisonné. Pendant ce temps, son fils rejoint la cavalerie et prépare secrètement une évasion. Il y parvient et se sent alors terriblement coupable, car c'est son unité qui a été chargée de traduire son père en justice.

## Fiche technique
- Titre : La Faute d'un père
- Titre original : Ride a Crooked Mile
- Réalisation : Alfred E. Green
- Scénario : Jack Moffitt, Ferdinand Reyher
- Producteur : Jeff Lazarus
- Photographie : William C. Mellor
- Montage : James Smith
- Musique : Gregory Stone
- Société de production : Paramount Pictures
- Pays d'origine : États-Unis
- Format : noir et blanc - 1,37:1 - son : Mono
- Genre : Western
- Durée : 70 min
- Dates de sortie :  
  - États-Unis : 9 décembre 1938
  - France : 3 août 1939

## Distribution
- Akim Tamiroff : Mike Balan
- Leif Erickson : Johnny Simpkins
- Frances Farmer : Trina
- Lynne Overman : Oklahoma
- John Miljan : lieut. Col. Stuart
- J. M. Kerrigan : sgt. Flynn
- Vladimir Sokoloff : Glinka
- Genia Nikolaieva : Marie Simpkins
- Wade Crosby : George Rotz
- Robert Gleckler : Warden
- Nestor Paiva : Leroyd
- Archie Twitchell : Byrd
- Steve Pendleton : Bilks
- Fred Kohler Jr. : Cpl. Bresline